# Зигфрид IV фон Рункел
Зигфрид IV фон Рункел (на немски: Siegfried IV von Runkel; * пр.1223 † 1266, Вестербург) от Дом Рункел, е от след 1221 до ок. 1250 г. съ-господар на Рункел и господар на Вестербург.

## Произход и управление
Той е син на граф Зигфрид III фон Рункел (упр. 1191 – ок. 1221) и съпругата му от фамилията Лайнинген, който получава чрез женитбата си Вестербург. Сестра му Ида фон Рункел-Вестербург се омъжва за граф Видекинд I фон Витгенщайн.
След смъртта на баща му Зигфрид IV резидира във Вестербург, а брат му Дитрих I (1221 – ок. 1226) в Рункел.

## Фамилия
Зигфрид IV се жени за жена с неизвестно име фон Диц, дъщеря на граф Герхард I фон Диц († сл. 1228). Те имат децата:
- Хайнрих I фон Вестербург († 1288), убит в битката при Воринген, съ-господар на Рункел, господар на Вестербург (1250 – 1277), женен пр. 1 юли 1267 г. за Агнес фон Изенбург-Лимбург († 1319)
- Зигфрид фон Вестербург († 1297), архиепископ на Кьолн (1275 – 1297)
- Филип († 1325), архидякон в Кьолн
- Райнхард фон Рункел († ок. 1313), вай-епископ на Кьолн, титулярен епископ на Ефесус
- Герхард († 1292), 1285/1292 доказан
- София Изалда († пр. 26 март 1266), омъжена за Бруно фон Изенбург-Браунсберг († 1278/1279)
- Мехтилд († 1296), омъжена за Герхард Трухсес на Алцей († 1292)
- Юта, 1276 монахиня в Зелигенщат
- Агнес фон Рункел († 1316), омъжена за Салетин II фон Изенбург и Кемпених († сл. 1297)
- Аделхайд († 1276), омъжена за граф Хайнрих фон Золмс-Браунфелс († 1280 – 1282)
- Елизабет († 1298), абатиса в Кьолн (1281 – 1298)
- дъщеря († сл. 1270), омъжена за Крафто фон Грайфенщайн († 1281), син на фогт Рорих фон Хахенбург († 1237)
- Зигевилдис († 1292), 1292 абатиса на Диткирхен при Бон